# Джон Грей
Джон Грей  (англ. John Gray; нар. 28 грудня 1951, Х'юстон, штат Техас) — американський сімейний психотерапевт, викладач і письменник. Автор книг із мільйонними тиражами у всьому світу. Найвідоміша його праця — «Чоловіки з Марса, жінки з Венери» (1992).

## Біографія
Джон Грей народився 28 грудня 1951 року в Х'юстоні, Техас, США, та був п'ятою дитиною в сім'ї з сімох дітей. Закінчивши середню школу в Х'юстоні, вступив на навчання одразу до двох університетів — Університет Сент-Томас і Техаський університет, які так й не закінчив.
Згодом здобув ступінь бакалавра і магістра в Міжнародному університеті Махаріші в Айові. Починаючи з 1969 року, протягом дев'яти років жив як монах та вивчав трансцендентальну медитацію.
1982 року Джон закінчив неакредитований Колумбійський Тихоокеанський університет (англ. Columbia Pacific University), де навчався дистанційно та зрештою здобув ступінь доктора з психології та сексуальності людини.
Почав дослідження гендерних відмінностей через невдалий шлюб.

## Сім'я
Зі своєю першою дружиною, Барбарою де Ангеліс (англ. Barbara De Angelis), розлучився у 1984 р. 1986 року Грей одружився вдруге. Його дружину звуть Бонні (англ. Bonnie); вони досі одружені.
Має доньку та двох падчерок.

## Українські переклади
- Джон Грей. Чоловіки з Марса, жінки з Венери. — К. : КМ-Букс, 2015. — 312 с. — ISBN 978-617-538-403-9.
- Джон Грей. За межами Марса та Венери. Магія стосунків у бурхливому сьогоденні. — Х. : КСД, 2017. — 352 с. — ISBN 978-617-12-3417-8, 978-0-06-091594-0.